# Acanthopagrus butcheri
Acanthopagrus butcheri is een  straalvinnige vissensoort uit de familie van zeebrasems (Sparidae). De wetenschappelijke naam van de soort is voor het eerst geldig gepubliceerd in 1949 door Munro.